# Райнброль
Райнброль (нем. Rheinbrohl) — община в Германии, в земле Рейнланд-Пфальц.
Входит в состав района Нойвид. Подчиняется управлению Бад Хённинген. Население составляет 3871 человек (на 31 декабря 2010 года). Занимает площадь 17,20 км².

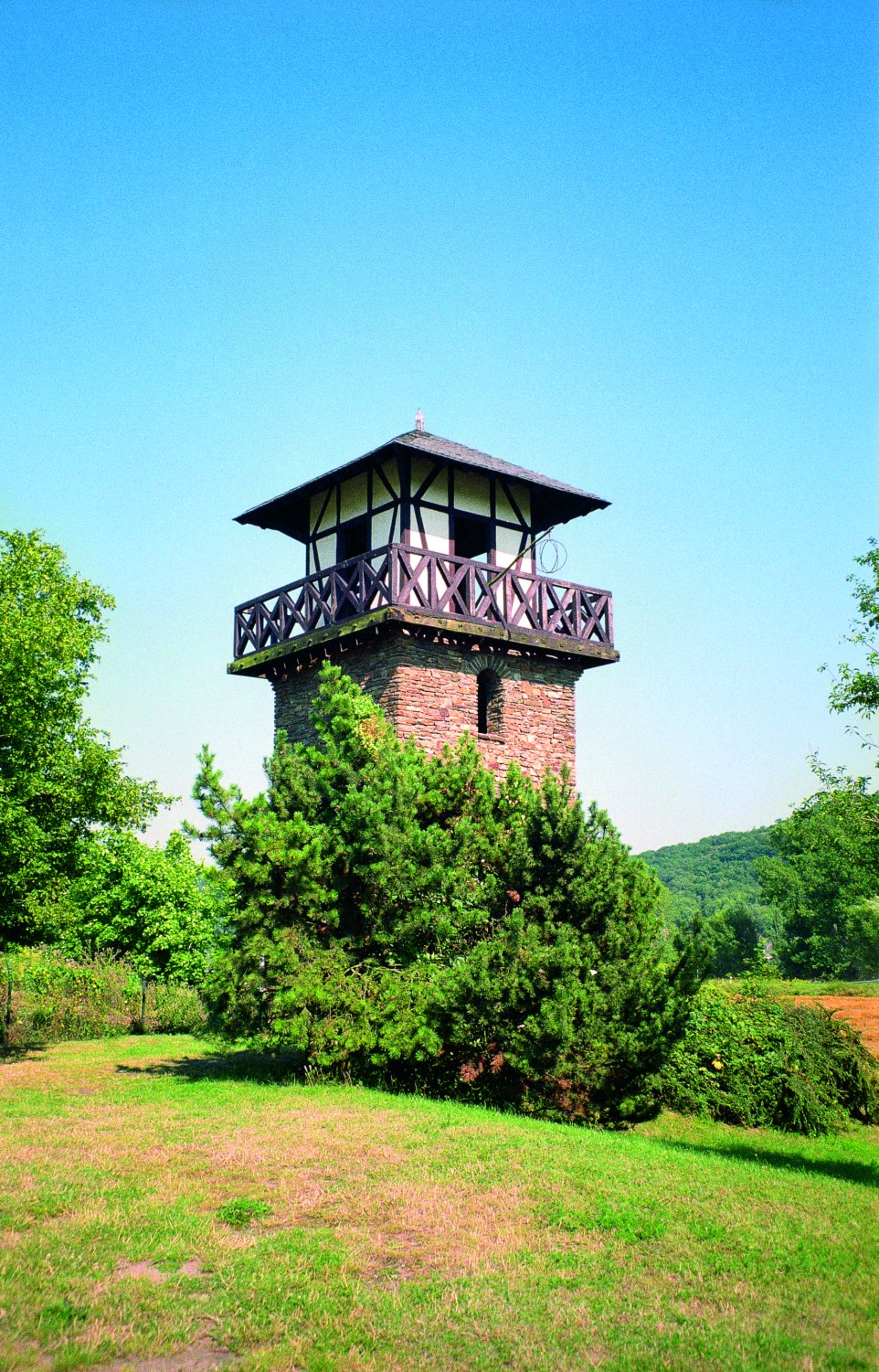
Райнброль